# Sunshine Superman (album)
Sunshine Superman este cel de-al treilea album al cantautorului britanic Donovan. A fost lansat în Statele Unite în septembrie 1966.